# Werder (Rehfelde)
Werder ist ein Ortsteil der Gemeinde Rehfelde im Landkreis Märkisch-Oderland in Brandenburg.

## Geographische Lage
Werder grenzt im Norden an Garzau-Garzin, im Westen an das Lichtenower Mühlenfließ und Rehfelde-Siedlung, im Süden an den Ortsteil Zinndorf sowie im Osten an den Naturpark Märkische Schweiz. Westlich des Ortes führt die Landstraße 232 vorbei.

## Geschichte
Die Wettiner eroberten zu Beginn des 13. Jahrhunderts den Barnim und drängten die Slawen nach und nach zurück. Um ihre Herrschaft zu festigen, errichteten sie Dörfer und Städte. Um 1230 schenkte der Markgraf Heinrich III. dem Kloster Zinna in Jüterbog das abgabenfähige Dorf Werder. Die Zisterzienser errichteten im 13. Jahrhundert daraufhin aus Feldsteinen die Dorfkirche. Das Angerdorf wurde erstmals 1309 in einer Strausberger Urkunde erwähnt. Dort erscheint ein Johannes dictus Werder. Aus dem Jahr 1375 ist erstmals eine Mühle überliefert. Sie ist im 21. Jahrhundert nicht mehr erhalten. Mit der Reformation  fiel das Dorf an den brandenburgischen Kurfürsten und gehörte ab etwa 1553 zum königlichen Domänenamt Rüdersdorf.  Im Dreißigjährigen Krieg wurde der Ort verwüstet. 1738 eröffnete die erste Schule im Dorf. Waren es zu Beginn nur 29 Kinder, so stieg die Zahl im Jahr 1874 auf 50 Schüler. Durch den Anschluss Rehfeldes an die Ostbahn Berlin – Küstrin stieg die Bevölkerungszahl auch in den angrenzenden Dörfern weiter an. In der zweiten Hälfte des 19. Jahrhunderts entstanden eine Vielzahl an Vierseitenhöfe mit Wohnräumen, Stall und Scheune. Die Bewohner gaben Ende des 19. Jahrhunderts den Friedhof rings um die Kirche auf und eröffneten im Süden des Ortes eine neue Begräbnisstätte. Im Jahr 1928 errichtete die Freiwillige Feuerwehr ein Spritzenhaus, das gleichzeitig als Gefängnis diente.  Nach dem Ende des Zweiten Weltkrieges kamen vermehrt Flüchtlinge und Umsiedler nach Werder. Sie erhielten nach der Gründung der DDR im Zuge der Bodenreform Land zugewiesen. Es entstand das Volksgut Sophienfelde. Im Oktober 1952 gründeten neun Mitglieder eine LPG, die ein Jahr später zum Patenbetrieb des Instituts für Lehrerbildung in Waldsieversdorf wurde.
Seit 2001 existiert wieder eine Kindertagesstätte im Ort. 2003 wurde Werder im Zuge der Gemeindereform ein Ortsteil von Rehfelde.

## Sehenswürdigkeiten und Kultur

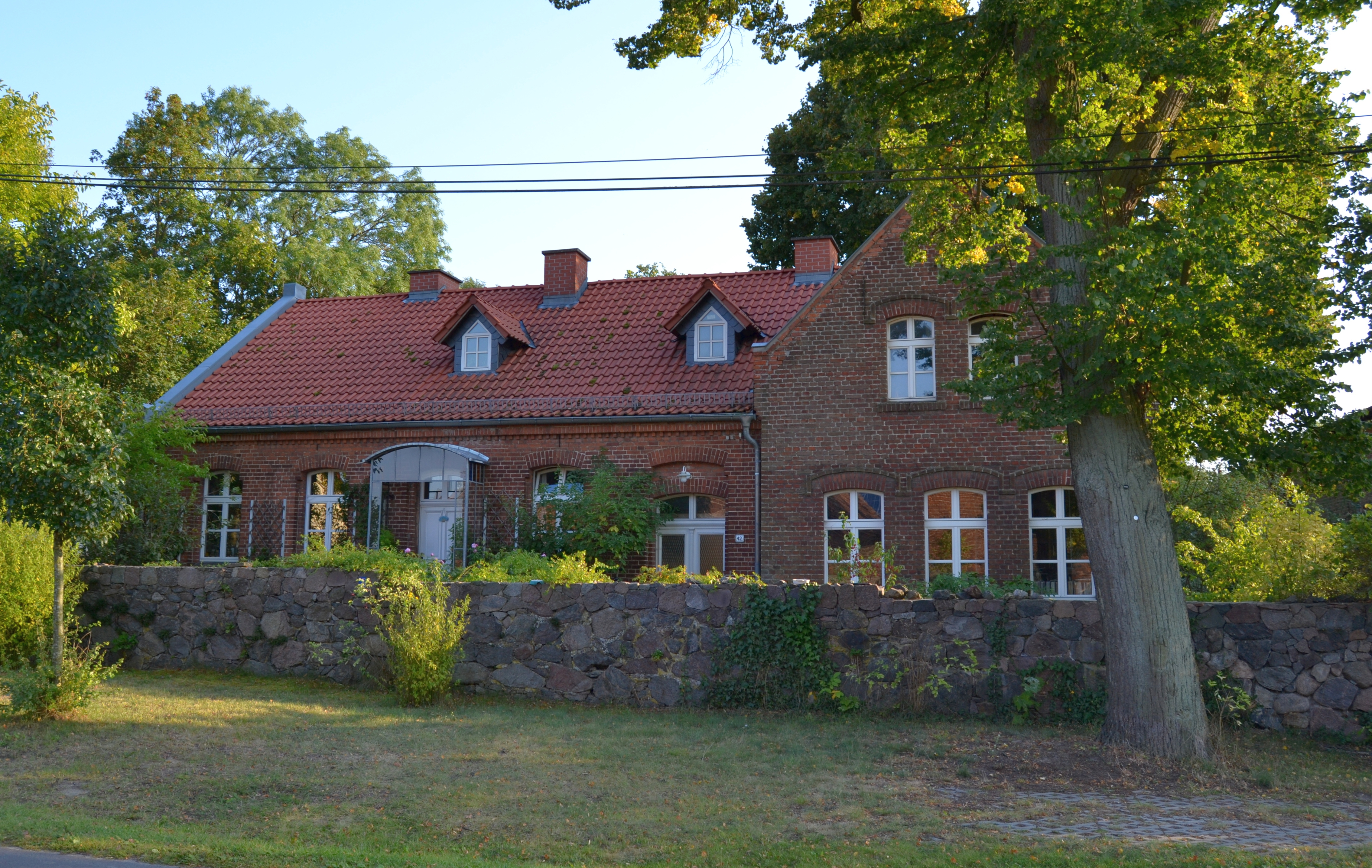
Schul-, Lehrer- und Küsterhaus

In der Liste der Baudenkmale in Rehfelde ist die evangelische Dorfkirche Werder eingetragen. An diesem Bauwerk führt auch der rund 17 Kilometer lange Lilien-Rundweg entlang. Das Schul-, Lehrer- und Küsterhaus steht ebenfalls unter Denkmalschutz.
Jeden dritten Adventssonntag findet ein Weihnachtskonzert des Rehfelder Sängerkreises statt.